# Joe Musgrove
Joseph Anthony Musgrove (né le 4 décembre 1992 à El Cajon, Californie, États-Unis) est un lanceur droitier de la Ligue majeure de baseball.
Il joue deux saisons pour les Astros de Houston et fait partie de l'équipe championne de la Série mondiale 2017.

## Carrière
Joe Musgrove est le 46e athlète sélectionné au total lors du repêchage amateur de 2011 et est un choix de premier tour des Blue Jays de Toronto. Il commence sa carrière professionnelle en 2011 dans les ligues mineures avec un club affilié aux Blue Jays, mais poursuit sa progression vers les majeures dans l'organisation des Astros de Houston, à la suite d'un échange de joueur. Le 20 juillet 2012, les Blue Jays cèdent en effet aux Astros deux joueurs des Ligues majeures (le releveur droitier Francisco Cordero, le voltigeur Ben Francisco) et cinq joueurs de ligues mineures (les lanceurs droitiers Joe Musgrove, Asher Wojciechowski et Kevin Comer, le lanceur gaucher David Rollins et le receveur Carlos Pérez) en échange du lanceur gaucher J. A. Happ et des lanceurs droitiers Brandon Lyon et David Carpenter.
Joe Musgrove fait ses débuts dans le baseball majeur comme lanceur de relève des Astros le 2 août 2016 contre les Blue Jays de Toronto. À son second match le 7 août, il est lanceur partant contre Texas et c'est dans ce rôle qu'il joue le reste de la saison avec Houston. En 11 matchs, dont 10 départs, à sa saison recrue, Musgrove remporte 4 victoires contre 4 défaites et sa moyenne de points mérités s'élève à 4,06 en 62 manches lancées. Il amorce la saison 2017 dans la rotation de lanceurs partants des Astros. 
Lancant en relève durant les séries éliminatoires, Musgrove est le lanceur gagnant du 5e match de la Série mondiale 2017 contre les Dodgers de Los Angeles et fait partie de l'équipe des Astros qui remporte le titre cette année-là.

### Pirates de Pittsburgh
Avec le lanceur droitier Michael Feliz, le joueur de troisième but Colin Moran et le joueur de champ extérieur des ligues mineures Jason Martin, Joe Musgrove est le 13 janvier 2018 échangé des Astros de Houston aux Pirates de Pittsburgh en retour du lanceur droitier Gerrit Cole.

### Padres de San Diego
Le 19 janvier 2021, les Pirates ont échangé Musgrove aux Padres de San Diego dans le cadre d'un échange à trois équipes qui a envoyé David Bednar, Omar Cruz, Drake Fellows, Hudson Head et Endy Rodriguez aux Pirates et Joey Lucchesi aux Mets de New York.
Le 9 avril 2021, Musgrove lance le premier no-hitter de l'histoire des Padres face aux Rangers du Texas au Globe Life Field. Un hit by pitch dans la quatrième manche sur Joey Gallo le prive d'un match parfait.